# Стрелиха (Тверская область)
Стрелиха — деревня в Кесовогорском районе Тверской области, административный центр Стрелихинского сельского поселения. 

## География
Деревня находится на берегу речки Новосёлка 17 км на юго-запад от райцентра посёлка Кесова Гора. С запада примыкает село Матвеевское, с востока — деревня Коськово.

## История
В конце XIX — начале XX века село входило в состав Матвеевской волости Кашинского уезда Тверской губернии. В 1858 году в деревне было 31 двор, 3 ветряные мельницы, 3 маслобойни.
С 1929 года деревня являлась центром Стрелихинского сельсовета Кесовогорского района Бежецкого округа Московской области, с 1935 года — в составе Калининской области, с 1994 года — центр Стрелихинского сельского округа, с 2005 года — центр Стрелихинского сельского поселения.

## Население
| 1859 | 1889 | 1997 | 2002 | 2010 |
| ---- | ---- | ---- | ---- | ---- |
| 307  | ↗339 | ↘171 | ↘141 | ↘120 |

## Инфраструктура
В деревне имеются дом культуры, офис врача общей практики, отделение почтовой связи.